# 乔治·佩利尼
乔治·佩利尼（義大利語：Giorgio Pellini，1923年7月20日—1986年6月14日），意大利前男子击剑运动员。他曾代表意大利参加1948年和1952年夏季奥林匹克运动会击剑比赛，共收获三枚银牌。